# Sei Lumut
Sei Lumut is een bestuurslaag in het regentschap Labuhan Batu van de provincie Noord-Sumatra, Indonesië. Sei Lumut telt 2721 inwoners (volkstelling 2010).